# Wilhelm Meier (Bildhauer)
Wilhelm Meier (* 29. August 1880 in Embrach, Kanton Zürich; † 3. August 1971 in St. Gallen) war ein Schweizer Bildhauer.

## Leben

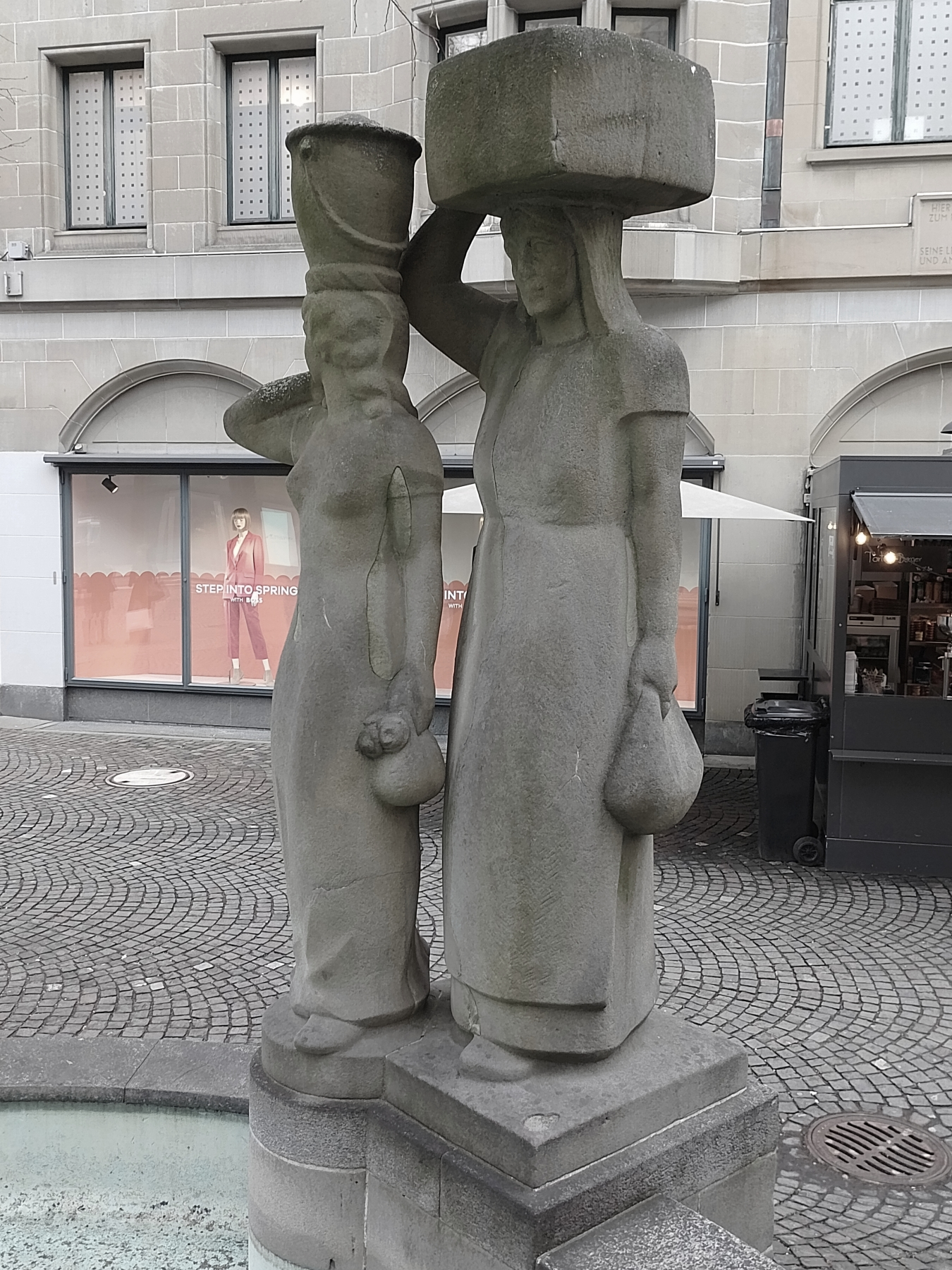
Zwei Marktfrauen, 1941. Rösslitor, St. Gallen

Wilhelm Meier verlor seinen Vater, als er knapp fünf Jahre alt war. Er wuchs zusammen mit seinen drei Geschwistern in Trogen AR, Kanton Appenzell Ausserrhoden, auf. Von 1894 bis 1897 besuchte er dort die Kantonsschule Trogen. Während der Schulzeit fiel er durch besondere zeichnerische Begabung auf. Ab 1897 absolvierte Meier eine dreijährige Lehre bei Bildhauer August Bösch, dem Schöpfer des Broderbrunnens im Zentrum der Stadt St. Gallen. Mit Bösch zusammen konnte Meier von 1901 bis 1905 einen Studienaufenthalt in Rom machen. Danach reiste er für einige Zeit nach Berlin und Leipzig. Schliesslich liess er sich 1909 in München nieder. In München war er besonders von den Arbeiten Adolf von Hildebrand beeindruckt. Dort war Meier mit der Münchner Künstlergenossenschaft assoziiert. Nach einer Ausstellung erwarb die bayrische Neue Pinakothek 1911 seine Terrakottaplastik Sinnende. Während eines Aufenthaltes in Zürich, wo er an den Skulpturen der vier Evangelisten für die Fraumünsterkirche arbeitete, brach in Deutschland der Erste Weltkrieg aus. Meier musste deshalb 1914 sein Münchner Atelier aufgeben.
Nach seiner Heirat 1915 mit Berta Schär lebte er mit seiner Familie ab 1916 in St. Gallen, wo er einen Lehrauftrag für Modellieren an der Gewerbeschule antrat, welchen er bis 1928 ausübte. Als Lehrmeister bildete er Lehrlinge in seinem Fach aus. Seinem ersten Lehrling Josef Büsser folgten weitere, so beispielsweise Albert Oesch ab 1926 und Ludwig Stocker ab 1949. Insgesamt konnten fünfzehn Lehrlinge bei Meier eine Lehre als Bildhauer absolvieren.
Ab 1924 wohnte er mit seiner Familie im Hof Tablat im Osten der heutigen Stadt St. Gallen. Dort befand sich auch sein Atelier.
1931 konnte er einen Studienaufenthalt in Paris verbringen.
Meier war aktives Mitglied der Gesellschaft Schweizerischer Maler, Bildhauer und Architekten (GSMBA, heute visarte).
Nach umfangreichem Schaffen als Bildhauer bis ins hohe Alter verstarb er im Alter von 91 Jahren.

### Wirken als Bildhauer
Frühe Aufträge für den öffentlichen Raum waren das Relief am Eingang zur Gewerbeschule St. Mangen in St. Gallen (1912) und der ersten, nach einem Wettbewerb im Jahr 1919 ausgeführten Brunnenskulptur Gallus mit dem Bären für den Innenhof eines Museums in St. Gallen (1920).
Im Laufe der Jahre entstanden Figuren für Brunnen, Gartenanlagen und Grabmäler wie auch Reliefs an Kirchen. Neben den Arbeiten für den öffentlichen Raum schuf Meier zahlreiche Relief-Porträts von Persönlichkeiten, Terrakottaplastiken und Gedenksteine.
Obschon Meier reformierter Religion war, konnte er dank Wertschätzung bestimmter Architekten auch Skulpturen wie diejenige einer Madonna und Sankt Martins für katholische Kirchen ausführen. Skulpturen der drei Reformatoren Zwingli, Luther und Calvin für die evangelische Kirche in Buchs SG (1931) gehören ebenfalls zu seinen Werken.
Im Laufe seiner Schaffensjahre änderte sich der Stil seiner Werke von Jugendstil wie auch Klassizismus und Traditionalismus (Nicht-Avantgarde) in der Zwischenkriegszeit hin zu massvoller Abstraktion in einigen Spätwerken.

## Werke (Auswahl)

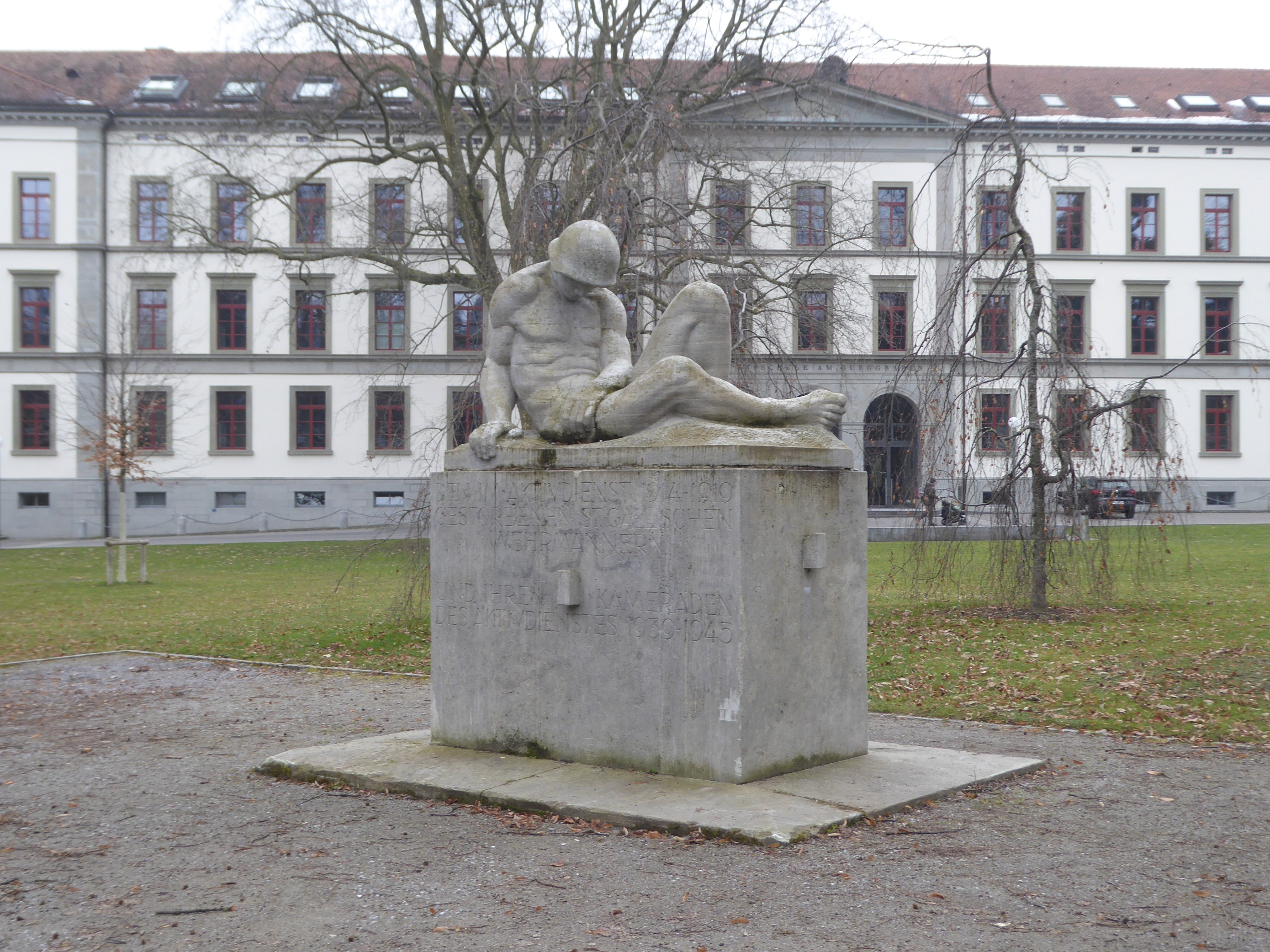
Soldatendenkmal, 1919. Kantonsschule am Burggraben, St. Gallen.

- Soldatendenkmal, 1919. Kantonsschule am Burggraben, St. Gallen.Soldatendenkmal im Kantonsschulpark St. Gallen, 1919

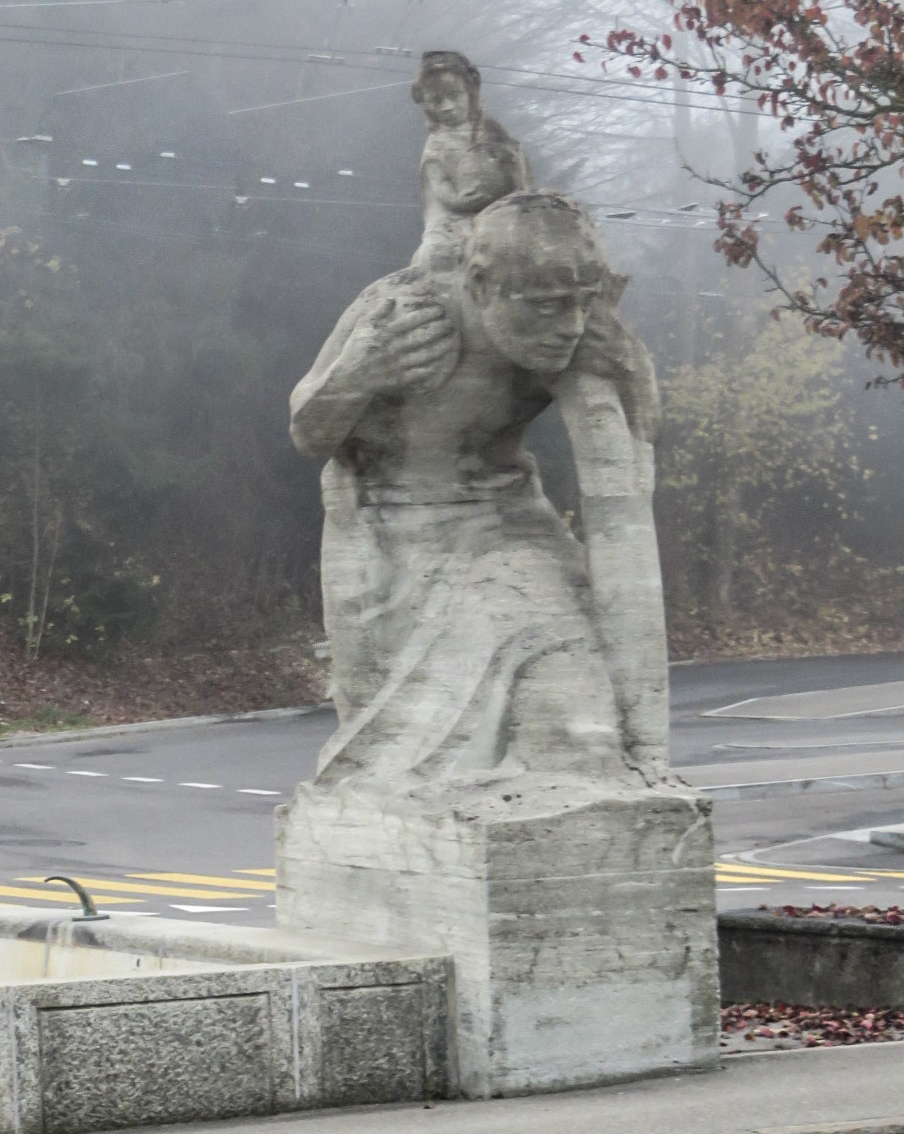
Brunnenskulptur Christophorus mit Jesuskind, bei Fürstenlandbrücke
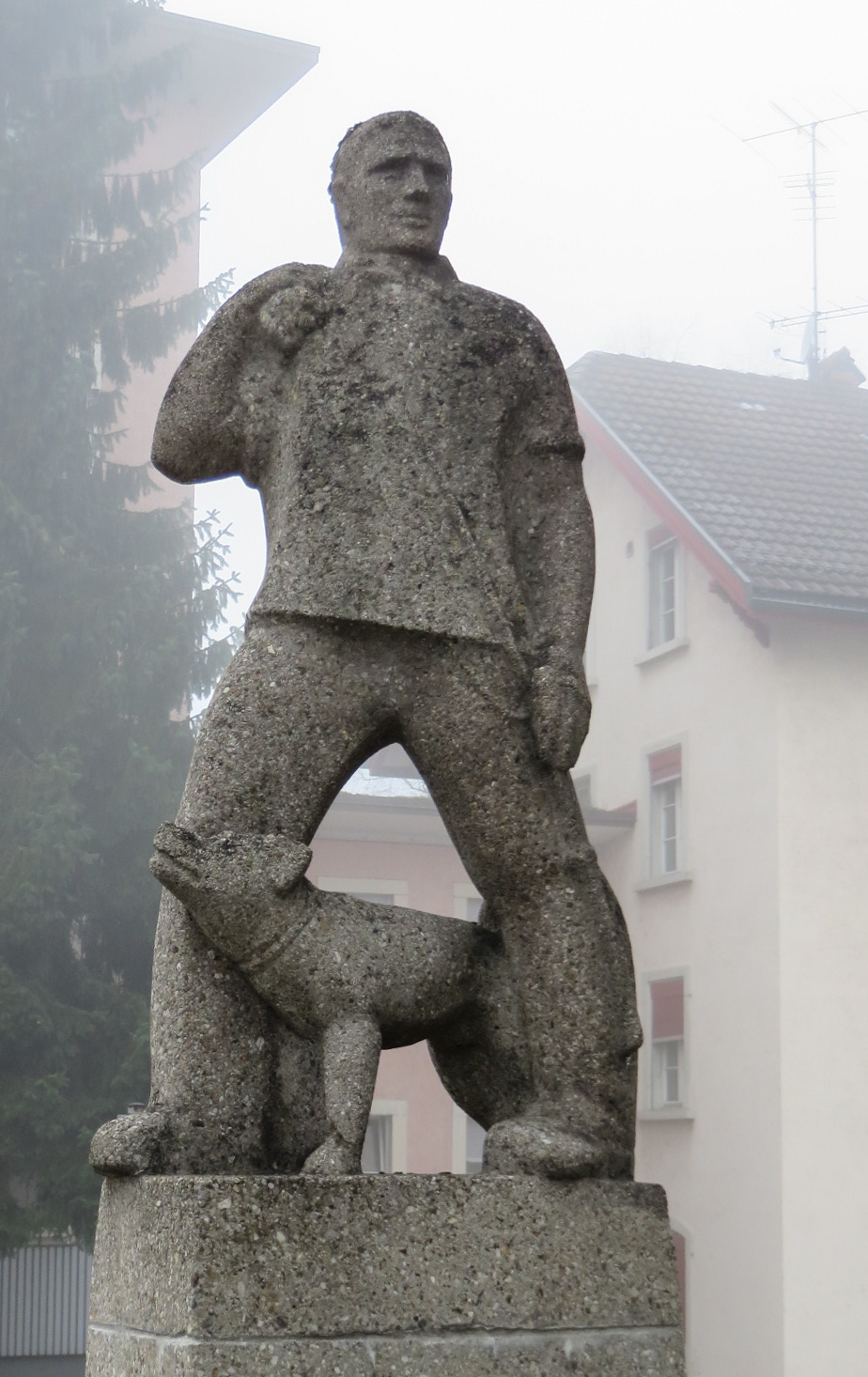
Brunnenskulptur Fuhrmann, Krontal, St. Gallen
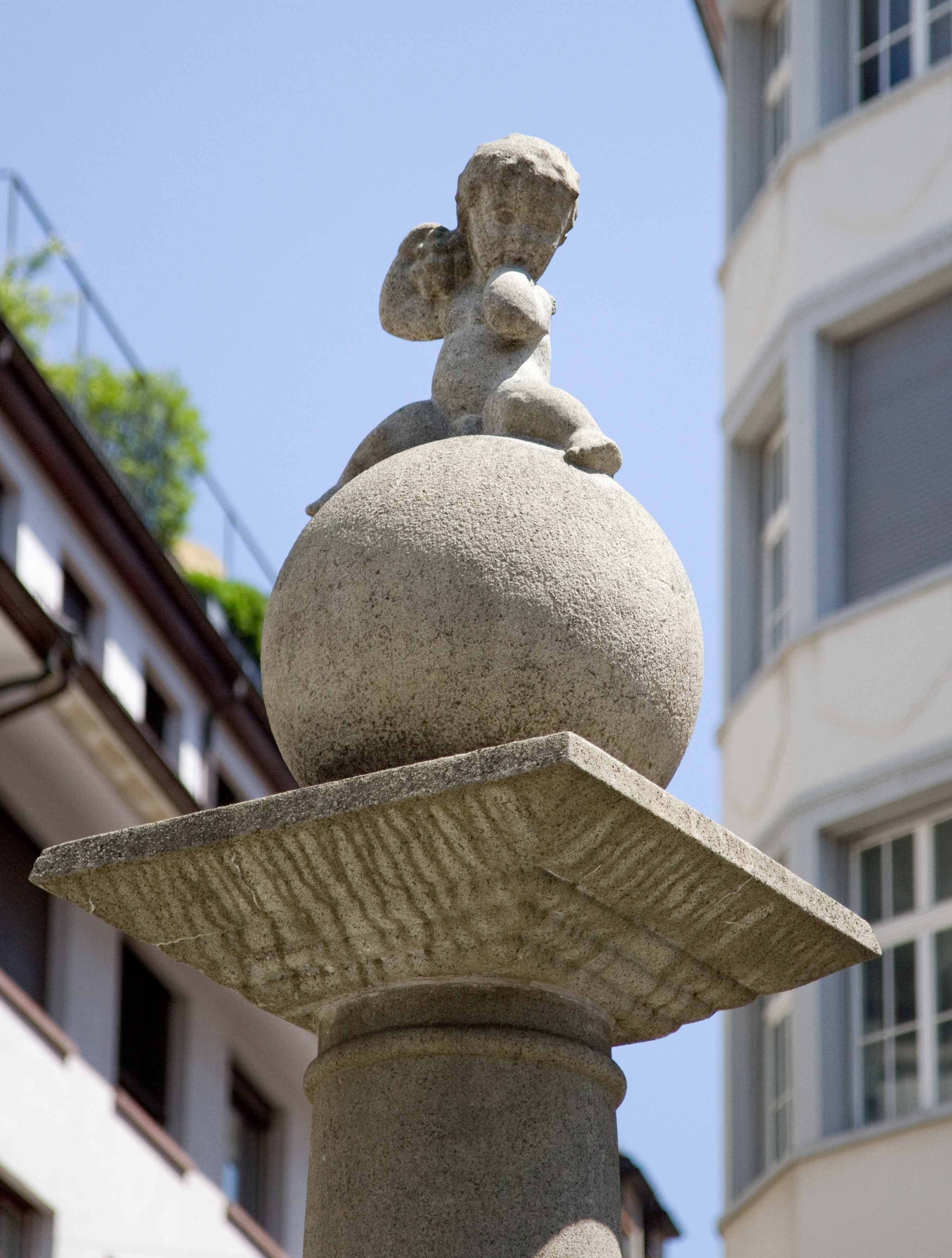
Kinderfigur auf Kugelgassbrunnen, St. Gallen
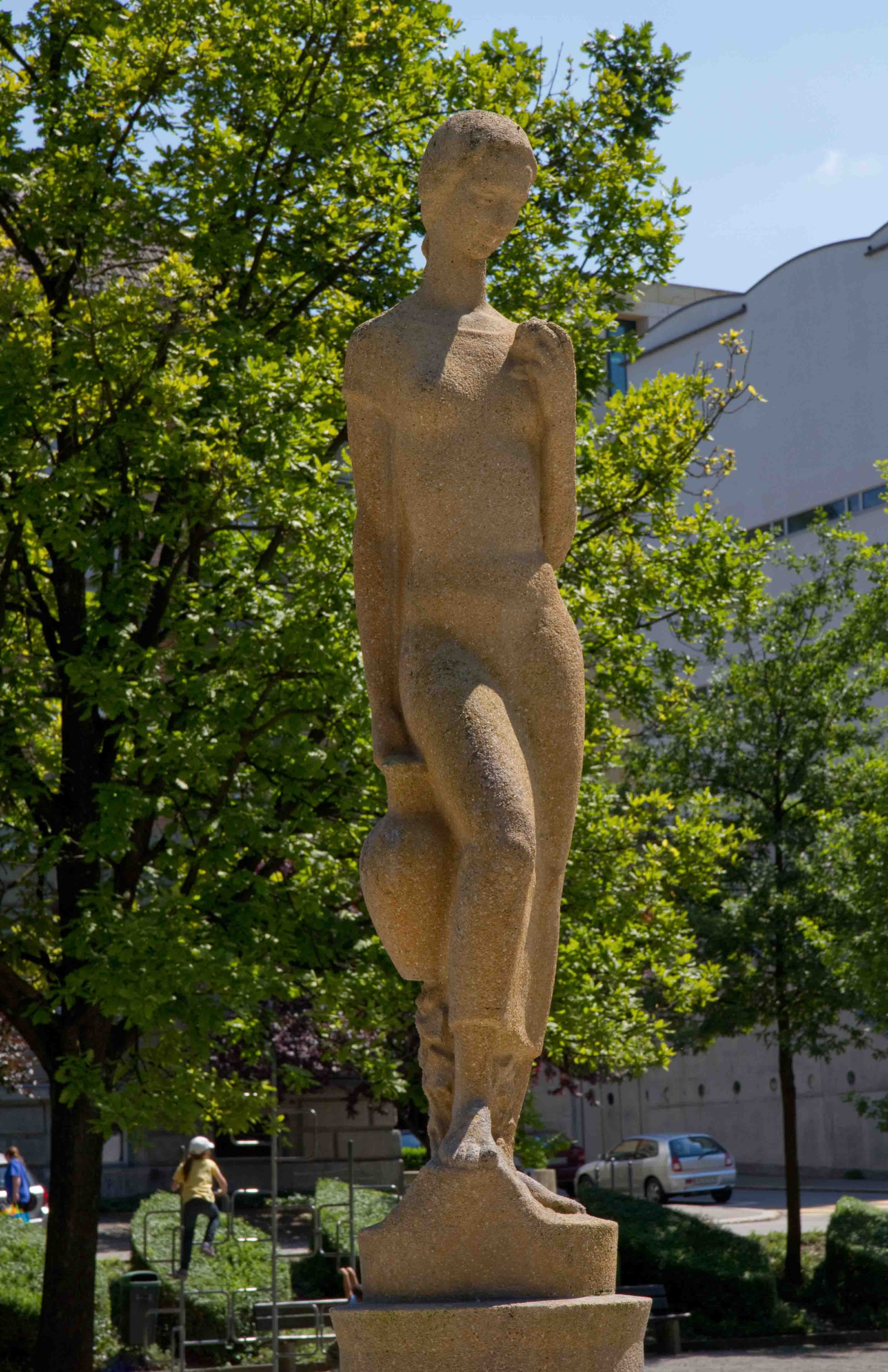
Mädchen mit Wasserkrug. St. Leonhardspark St. Gallen, 1927, siehe Brunnen im Leonhardspärkli
- Knabe. An der Seepromenade Romanshorn, TG, 1933
- Zwei Marktfrauen. Globusbrunnen bei Rösslitor St. Gallen, 1941
- Christophorusbrunnen bei Fürstenlandbrücke St. Gallen, 1944
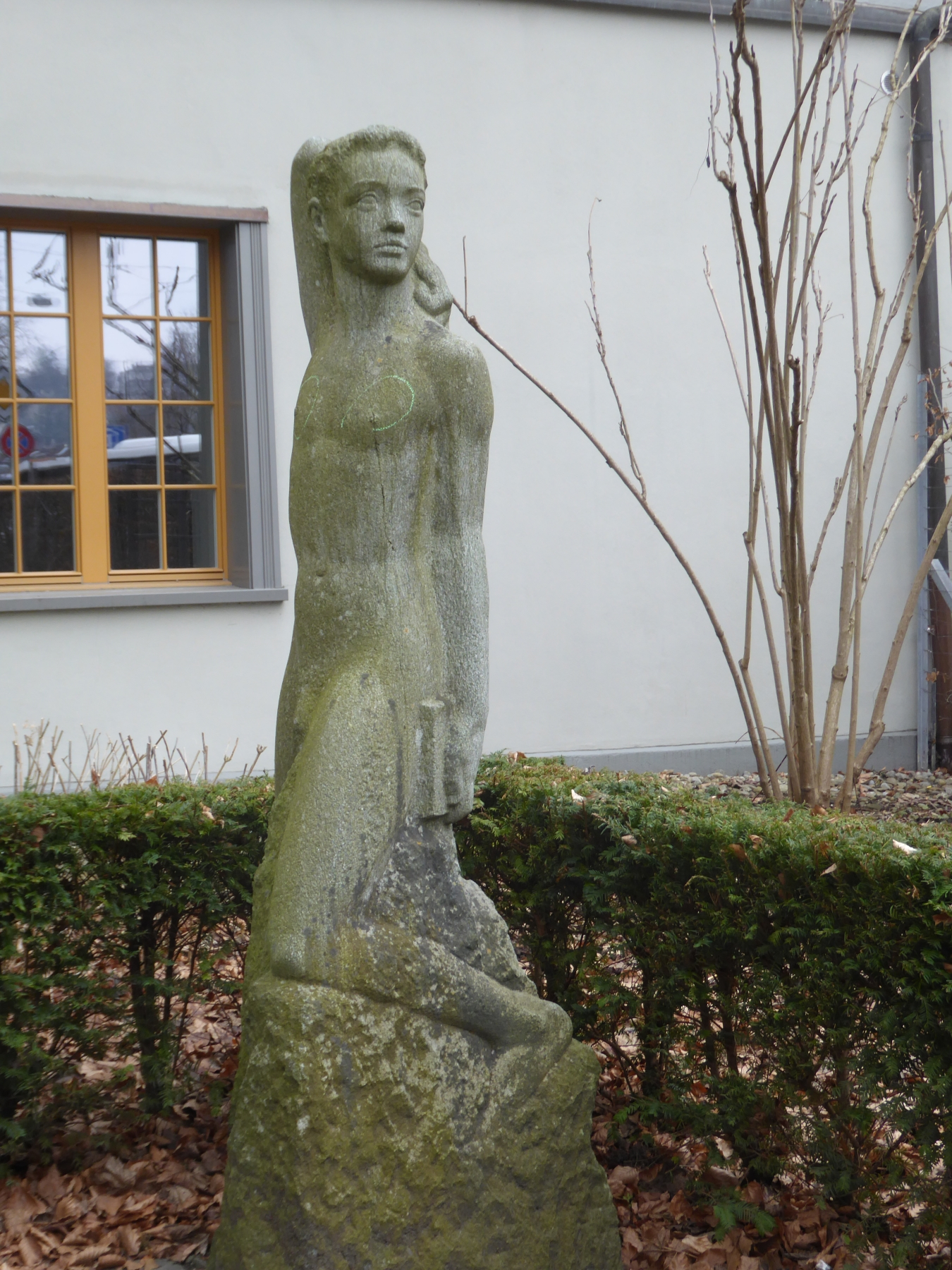
Jüngling. Bei Kantonsschule Burggraben St. Gallen, 1953
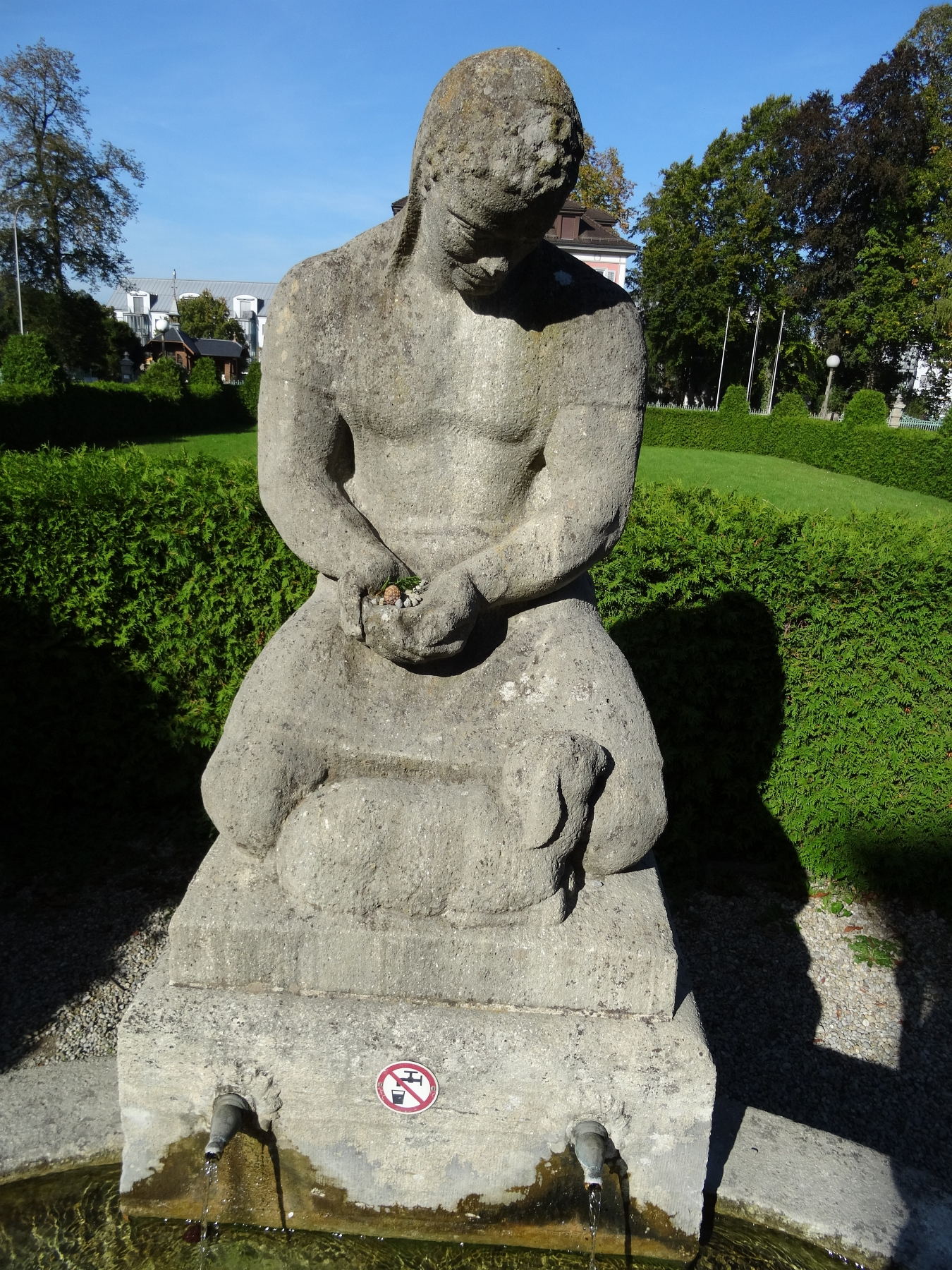
Skulptur 1930. Reformierte Kirche in Flawil

- Landmädchen. Botanischer Garten St. Gallen, 1954
- Pan (Hirtengott). Botanischer Garten St. Gallen, 1957
- Landsgemeindebrunnen in Hundwil, AR, 1960
- Brunnenfigur auf dem Areal der Kantonsschule Trogen, AR, 1965.